# Brad Garrett

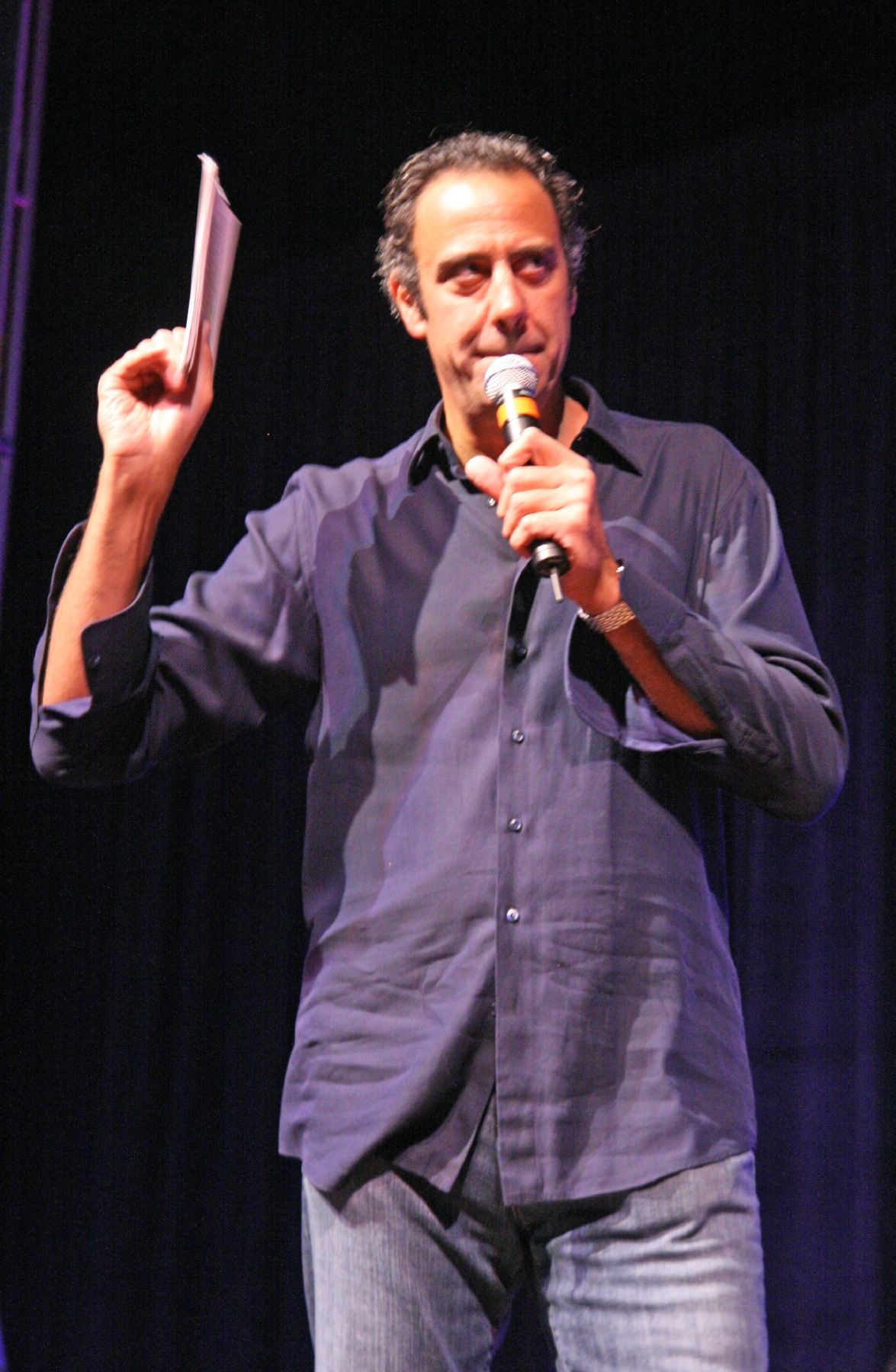
Brad Garrett

Bradley "Brad" Henry Gerstenfeld (Los Angeles, 14 de abril de 1960) é um ator, comediante e dublador norte-americano.
Atuou em várias séries de TV, como 'Til Death e Everybody Loves Raymond, fazendo uma aparição especial em um episódio de Seinfeld e no filme Operação Babá (2004).